# باشگاه فوتبال کلاکسویک
باشگاه فوتبال کلاکسویک (انگلیسی: Klaksvíkar Ítróttarfelag) یک باشگاه فوتبال در شهر کلاکسویک، جزایر فارو است.این باشگاه در سال ۱۹۰۴ تأسیس شد و یکی از موفق‌ترین باشگاه‌های فوتبال جزایر فارو است. کلاکسویک تاکنون ۲۱ بار قهرمان لیگ برتر فوتبال جزایر فارو و ۶ بار قهرمان جام حذفی فوتبال جزایر فارو شده است. این تیم با لباس آبی و سفید در ورزشگاه ویدیوپومیوار بازی می‌کند.
کلاکسویک نخستین باشگاه فوتبال جزایر فارو بود که به مرحله گروهی یکی از رقابت‌های اروپایی یوفا راه یافت که این اتفاق در فصل ۲۴–۲۰۲۳ لیگ کنفرانس اروپا رخ داد.